# Den Battelaer en Oude Dijlearm
Den Battelaer en Oude Dijlearm is een natuurgebied nabij de tot de Antwerpse gemeente Mechelen behorende plaats Battel.

## Geschiedenis
Het betreft een overstromingsgebied tussen de Zenne en het Kanaal Leuven-Dijle. Het is een gebied waar de Zenne, de Dijle en verderop de Nete samenkomen. Vanaf de 10e eeuw werden, vooral door de kloosters, indijkingsprojecten uitgevoerd. De zo ontstane polders werden kleinschalig beheerd, vooral als hooiland. Door de indijking van de rivieren werd de getijdewerking sterker. Nabij het Zennegat kwam er een afgesneden Dijlemeander te liggen, ontstaan bij de rechttrekking van de rivier.
In de 21e eeuw werd het gebied ingericht als overstromingsgebied. Hier kon een schorrengebied ontstaan dat ging dienen als waterberging, waardoor voor andere gebieden het overstromingsgevaar werd verminderd. Tijdens hoogwater stroomt -door buizen- water in dit gebied.

## Natuur
Het gebied wordt beheerd door Natuurpunt. Het is vooral een vogelgebied. In de winter vindt men er tafeleend, kuifeend, bergeend, krakeend, pijlstaart en slobeend. Voorjaarsdoortrekkers zijn witgatje, watersnip, groenpootruiter, kemphaan, tureluur en grutto. Broedvogels zijn nachtegaal, spotvogel, blauwborst, rietgors, bosrietzanger en kleine karekiet.
Het gebied is toegankelijk op de dijken.